# Rita La Roy
Rita La Roy (2 de octubre de 1901 – 18 de febrero de 1993) fue una actriz cinematográfica estadounidense, cuya carrera inició en 1929, llevando a cabo su último papel de importancia en el año 1940. Ella actuó en más de 50 películas, la más conocida de las cuales fue La venus rubia, protagonizada por Marlene Dietrich.  Finalizada su carrera de actriz, dirigió una agencia de modelos en Los Ángeles, la Rita La Roy Modeling School and Agency. También en los años 1940, escribió y produjo un show televisivo propio para la emisora KTLA de Los Ángeles, gracias al cual ella ganó en 1948 un Premio Emmy.

## Biografía
Nacida en Bonners Ferry, Idaho, su verdadero nombre era Ina La Roi Stuart. En sus comienzos trabajó como diseñadora de vestuario y como actriz de una compañía de teatro de repertorio antes de dedicarse al vodevil, género en el cual fue bailarina. Actuando en los circuitos de los teatros Pantages y Orpheum, ella se hizo conocida por sus números eróticos, los cuales incluían bailes como la "frog dance", la "peacock dance" y la "cobra dance", en la cual sus pies y sus piernas eran atadas juntas bajo una estilizada piel de serpiente, de modo que ella debía bailar ondulando el torso."
En 1929 debutó en el cine con The Delightful Rogue, actuando junto al ídolo cinematográfico Rod La Rocque. A lo largo de los siguientes años, trabajando como parte del elenco de RKO Pictures, ella hizo papeles protagonistas y de reparto. Aunque su último personaje de importancia llegó en 1940 con la comedia de misterio Hold That Woman!, ella hizo todavía pequeñas actuaciones a lo largo de esa década, participando en películas como Sergeant York y You're My Everything.
Tras retirarse del cine, dedicó la mayor parte de su tiempo a dirigir la Rita La Roy Modeling School and Agency. Posteriormente escribió y produjo sus propios shows para la emisora televisiva de Los Ángeles KTLA. Por uno de esos programas ganó un Premio Emmy en 1948. 
Rita La Roy falleció en Chula Vista, California, en 1993, a causa de una neumonía.

## Filmografía
| Cine título             | Año  | Papel                     |
| ----------------------- | ---- | ------------------------- |
| The Delightful Rogue    | 1929 | Nydra                     |
| Masquerade              | 1929 | Chica                     |
| Dynamite                | 1929 | Good Mixer                |
| Check and Double Check  | 1930 | Elinor Crawford           |
| Lilies of the Field     | 1930 | Florette                  |
| Lovin' the Ladies       | 1930 | Louise Endicott           |
| Midnight Mystery        | 1930 | Madeline Austen           |
| Conspiracy              | 1930 | Nita Strong               |
| Sin Takes a Holiday     | 1930 | Grace Lawrence            |
| Leathernecking          | 1930 | Adivina                   |
| A Holy Terror           | 1931 | Kitty Carroll             |
| Traveling Husbands      | 1931 | Daisy                     |
| Playthings of Hollywood | 1931 |                           |
| Leftover Ladies         | 1931 | Vera Lane                 |
| The Gay Diplomat        | 1931 | Natalie                   |
| El carnet amarillo      | 1931 | Fania Rubinstein          |
| A Holy Terror           | 1931 | Kitty Carroll             |
| The Secret Witness      | 1931 | Mrs. Sylvia Folsom        |
| So Big!                 | 1932 | Paula Storm               |
| Hollywood Speaks        | 1932 | Millie Coreen             |
| Bachelor's Affairs      | 1932 | Sonya Denton              |
| The Honor of the Press  | 1932 | Daisy Tellem              |
| Amateur Daddy           | 1932 | Lottie Pelgram            |
| While Paris Sleeps      | 1932 | Fifi                      |
| Hot Saturday            | 1932 | Camille                   |
| Blonde Venus            | 1932 | Taxi Belle Hooper         |
| Sinners in the Sun      | 1932 | Lil                       |
| Hollywood Speaks        | 1932 | Millie Coreen             |
| The Song of Songs       | 1933 |                           |
| From Hell to Heaven     | 1933 | Elsie                     |
| Name the Woman          | 1934 | Marie Denton              |
| Whirlpool               | 1934 | Thelma                    |
| Fugitive Lady           | 1934 | Sylvia Brooks             |
| One Is Guilty           | 1934 | Lola Deveroux             |
| The Mandarin Mystery    | 1936 | Martha Kirk               |
| Hollywood Boulevard     | 1936 | Nella                     |
| Lady from Nowhere       | 1936 | Mabel                     |
| King of Gamblers        | 1937 | Mujer en la mesa          |
| Find the Witness        | 1937 | Rita Calmette             |
| Flight from Glory       | 1937 | Molly                     |
| Mountain Music          | 1937 | Mrs. Hamilton B. Lovelace |
| The Hit Parade          | 1937 | Mujer ex-convicta         |
| Dangerous to Know       | 1938 | Mrs. Barnett              |
| Border G-Man            | 1938 | Mrs. Barnett              |
| Condemned Women         | 1938 | Cora                      |
| Fixer Dugan             | 1939 | Patricia 'Pat' O'Connell  |
| Hold That Woman!        | 1940 | Lulu Driscoll             |
| Sergeant York           | 1941 | Chica en el saloon        |